# Ōkawa (Fukuoka)
Ōkawa (大川市 Ōkawa-shi?) es una ciudad localizada en Fukuoka, Japón.
A partir de 1 de octubre de 2007, la ciudad tiene una población de 38.374 y una densidad de 1.140 personas por km². La superficie total es de 33,61 km².
La ciudad fue fundada el 1 de abril de 1954. El nombre significa 'gran río'.